# Alain Meyer
Alain Meyer (Ciutat de Luxemburg, 21 de novembre de 1949) és un polític luxemburguès. Va ser el president del Consell d'Estat de Luxemburg, càrrec que va exercir des de l'1 d'octubre de 2007 fins al 14 de novembre de 2009.
Membre del Partit Socialista dels Treballadors des de 1981, Meyer va ser nominat per primera vegada al Consell d'Estat el 15 de novembre de 1991 en substituir Georges Thorn. Va ser nomenat vicepresident del Consell d'Estat el 18 de desembre de 2006, i el president l'1 d'octubre de 2007 per reemplaçar a Pierre Mores.